# Volta a Espanha de 1988
A 43ª edição da Vuelta decorreu entre 25 de abril a 15 de Maio de 1988 entre as localidades de Santa Cruz de Tenerife e Madrid. A corrida foi composta por 20 etapas, num total de mais de 3425 km, com uma média de 38,506 km/h.

## Equipas participantes
| Equipa           | Chefe de filas        |
| Café de Colombia | Luis Herrera          |
| Alba Cucine      | Stefano Colage        |
| BH               | Álvaro Pino           |
| Bose Fagor       | Robert Millar         |
| Caja Rural       | Marino Lejarreta      |
| Carrera          | Claudio Chiappucci    |
| CLAS             | Casimiro Moreda       |
| Helios - CR      | Miguel Ángel Iglesias |
| KAS              | Sean Kelly            |
| Kelme            | Fabio Parra           |

| Equipa           | Chefe de filas        |
| Pony Malta       | Reynel Montoya        |
| Reynolds         | Julián Gorospe        |
| Ryalcao Postobón | Óscar de Jesús Vargas |
| Sigma - Dormilón | Wilfried Peeters      |
| Seur             | Javier Castellar      |
| Sicasal          | Paulo Pinto           |
| Teka             | Raymund Dietzen       |
| Zahor            | Juan Fernández        |

## Etapas
| Etapa   | data        | Etapa                                             | Km        | Vencedor da etapa             | Líder da classificação geral  |
| Prólogo | 25 de abril | Santa Cruz de Tenerife                            | 17,4      | Ettore Pastorelli Itália      | Modesto Urrutibeazcoa Espanha |
| 1ª      | 26 de abril | San Cristóbal de La Laguna-Santa Cruz de Tenerife | 210       | Iñaki Gastón Espanha          | Laudelino Cubino Espanha      |
| 2ª      | 27 de abril | Las Palmas                                        | 34 (CRE)  | BH Espanha                    | Laudelino Cubino Espanha      |
| 3ª      | 28 de abril | Alcalá del Río-Badajoz                            | 210       | Mathieu Hermans Países Baixos | Laudelino Cubino Espanha      |
| 4ª      | 29 de abril | Badajoz-Béjar                                     | 234       | Francisco Navarro Espanha     | Laudelino Cubino Espanha      |
| 5ª      | 30 de abril | Béjar-Valladolid                                  | 202       | Mathieu Hermans Países Baixos | Laudelino Cubino Espanha      |
| 6ª      | 1 de Maio   | Valladolid-León                                   | 160       | Mathieu Hermans Países Baixos | Laudelino Cubino Espanha      |
| 7ª      | 2 de Maio   | León-Brañillín                                    | 176,7     | Álvaro Pino Espanha           | Laudelino Cubino Espanha      |
| 8ª      | 3 de Maio   | Oviedo-Alto del Naranco                           | 6,8 (CRI) | Álvaro Pino Espanha           | Laudelino Cubino Espanha      |
| 9ª      | 4 de Maio   | Oviedo-Santander                                  | 197,3     | Mathieu Hermans Países Baixos | Laudelino Cubino Espanha      |
| 10ª     | 5 de Maio   | Santander-Valdezcaray                             | 217,2     | Sean Kelly Irlanda            | Laudelino Cubino Espanha      |
| 11ª     | 6 de Maio   | Logroño-Jaca                                      | 197,5     | Sean Yates Reino Unido        | Laudelino Cubino Espanha      |
| 12ª     | 7 de Maio   | Jaca-Estación de Cerler                           | 178,2     | Fabio Parra Colômbia          | Laudelino Cubino Espanha      |
| 13ª     | 8 de Maio   | Benasque-Andorra                                  | 190,3     | Iñaki Gastón Espanha          | Laudelino Cubino Espanha      |
| 14ª     | 9 de Maio   | Seo de Urgel-Sant Quirze del Vallés               | 166       | Johnny Weltz Dinamarca        | Laudelino Cubino Espanha      |
| 15ª     | 10 de Maio  | Valencia-Albacete                                 | 192       | Mathieu Hermans Países Baixos | Anselmo Fuerte Espanha        |
| 16ª     | 11 de Maio  | Albacete-Toledo                                   | 244,4     | Malcolm Elliott Reino Unido   | Anselmo Fuerte Espanha        |
| 17ª     | 12 de Maio  | Toledo-Ávila                                      | 212,5     | Juan Martínez Oliver Espanha  | Anselmo Fuerte Espanha        |
| 18ª     | 13 de Maio  | Ávila-Segovia                                     | 150       | Ángel Ocaña Espanha           | Anselmo Fuerte Espanha        |
| 19ª     | 14 de Maio  | Las Rozas-Villalba                                | 30 (CRI)  | Sean Kelly Irlanda            | Sean Kelly Irlanda            |
| 20ª     | 15 de Maio  | Villalba-Madrid                                   | 202       | Mathieu Hermans Países Baixos | Sean Kelly Irlanda            |

## Classificações
| \| 1. \| Sean Kelly \| Irlanda \| KAS \| 89h 19' 23s \| \| \| 2. \| Raymund Dietzen \| Alemanha \| TEK \| a 1' 27s \| \| \| 3. \| Anselmo Fuerte \| Espanha \| BH \| a 1' 29s \| \| \| 4. \| Laudelino Cubino \| Espanha \| BH \| a 2' 17s \| \| \| 5. \| Fabio Parra \| Colômbia \| KEL \| a 2' 25s \| \| \| 6. \| Robert Millar \| Reino Unido \| FAG \| a 3' 22s \| \| \| 7. \| Jesús Blanco Villar \| Espanha \| TEK \| a 8' 19s \| \| \| 8. \| Álvaro Pino \| Espanha \| BH \| a 8' 25s \| \| \| 9. \| Eddy Schepers \| Bélgica \| FAG \| a 9' 45s \| \| \| 10. \| Roberto Córdoba \| Espanha \| BH \| a 10' 28s \| \| |                     |             |     |             |  |
| 1. | Sean Kelly          | Irlanda     | KAS | 89h 19' 23s |  |
| 2. | Raymund Dietzen     | Alemanha    | TEK | a 1' 27s    |  |
| 3. | Anselmo Fuerte      | Espanha     | BH  | a 1' 29s    |  |
| 4. | Laudelino Cubino    | Espanha     | BH  | a 2' 17s    |  |
| 5. | Fabio Parra         | Colômbia    | KEL | a 2' 25s    |  |
| 6. | Robert Millar       | Reino Unido | FAG | a 3' 22s    |  |
| 7. | Jesús Blanco Villar | Espanha     | TEK | a 8' 19s    |  |
| 8. | Álvaro Pino         | Espanha     | BH  | a 8' 25s    |  |
| 9. | Eddy Schepers       | Bélgica     | FAG | a 9' 45s    |  |
| 10. | Roberto Córdoba     | Espanha     | BH  | a 10' 28s   |  |

| \| 1. \| Sean Kelly \| Irlanda \| KAS \| 248 pontos \| \| 2. \| Mathieu Hermans \| Países Baixos \| CAJ \| 166 pontos \| \| 3. \| Benny Van Brabant \| Bélgica \| ZAH \| 138 pontos \| |                   |               |     |            |
| 1. | Sean Kelly        | Irlanda       | KAS | 248 pontos |
| 2. | Mathieu Hermans   | Países Baixos | CAJ | 166 pontos |
| 3. | Benny Van Brabant | Bélgica       | ZAH | 138 pontos |

| \| 1. \| Álvaro Pino \| Espanha \| BH \| 100 pontos \| \| 2. \| Anselmo Fuerte \| Espanha \| BH \| 62 pontos \| \| 3. \| Sean Kelly \| Irlanda \| KAS \| 60 pontos \| |                |         |     |            |
| 1. | Álvaro Pino    | Espanha | BH  | 100 pontos |
| 2. | Anselmo Fuerte | Espanha | BH  | 62 pontos  |
| 3. | Sean Kelly     | Irlanda | KAS | 60 pontos  |

| \| 1. \| Miguel Ángel Iglesias \| Espanha \| HEL \| 19 pontos \| |                       |         |     |           |
| 1.                                                               | Miguel Ángel Iglesias | Espanha | HEL | 19 pontos |

| \| 1. \| José Enrique Carrera \| Espanha \| REY \| - \| |                      |         |     |   |
| 1.                                                      | José Enrique Carrera | Espanha | REY | - |

| \| 1. \| Carlos Muñiz \| Espanha \| CLA \| 90h 05' 07s \| |              |         |     |             |
| 1.                                                        | Carlos Muñiz | Espanha | CLA | 90h 05' 07s |

| \| 1. \| Sean Kelly \| Irlanda \| KAS \| - \| |            |         |     |   |
| 1.                                            | Sean Kelly | Irlanda | KAS | - |

| \| 1. \| BH \| Espanha \| BH \| 267h 55' 02s \| |    |         |    |              |
| 1.                                              | BH | Espanha | BH | 267h 55' 02s |